# Otto Stich
Otto Stich (ur. 10 stycznia 1927 w Bazylei, zm. 13 września 2012 w Dornach) – szwajcarski polityk.

## Życiorys
Studiował na uniwersytecie w Bazylei; doktor nauk politycznych. W latach 1957–1965 kierował samorządem gminnym Dornach. Od 1971 pracował w Szwajcarskim Zrzeszeniu Konsumentów, m.in. na stanowisku wicedyrektora.
Został wybrany do Szwajcarskiej Rady Związkowej 7 grudnia 1983, opuścił urząd 31 grudnia 1995. Zasiadał w Radzie z ramienia Socjaldemokratycznej Partii Szwajcarii, której był członkiem od 1947.
Kierował departamentem finansów i ceł, był dwukrotnie przewodniczącym Szwajcarskiej Rady Związkowej (prezydentem Szwajcarii) – w 1988 oraz 1994.